# 甲醇盐
甲醇盐是含有CH3O-基团或阴离子的盐，具有强碱性。

## 制备
碱金属的甲醇盐可由甲醇和相应的氢氧化物反应得到，由于该反应可逆，因此需要除去反应生成的水。如：
CH3OH + NaOH ⇌ CH3ONa + H2O
甲醇钠的甲醇溶液蒸发，可以得到甲醇合物CH3ONa·CH3OH，这一化合物在128 °C至250 °C的分解可以得到甲醇钠固体：
CH3ONa·CH3OH → CH3ONa + CH3OH
甲醇的羟基氢具有酸性，因此亦能和活泼金属直接反应。对于碱金属或碱土金属来说，反应会随着元素单质的活泼性的增强而变得剧烈。例如甲醇和锂或钠常温即可反应，和镁在加热时才有可观的反应速率：
2 CH3OH + 2 Li → 2 CH3OLi + H2↑
2 CH3OH + Mg → Mg(CH3O)2 + H2↑
复分解法可用于过渡金属甲醇盐的制备，如用甲醇钙和镧系金属乙酸盐反应，可以得到镧系金属的甲醇盐。甲基铜(I)和甲醇反应，可以得到甲醇铜(I)：
CH3Cu + CH3OH → CH3OCu + CH4↑